# Silence Is Golden
Silence Is Golden ist ein Lied, das von Bob Gaudio und Bob Crewe im Jahr 1964 geschrieben wurde. Es wurde zuerst als B-Seite des The-Four-Seasons-Hits Rag Doll veröffentlicht.
Die Coverversion der britischen Band The Tremeloes war 1967 ein Nummer-eins-Hit in den UK-Charts, in Österreich, Irland, Neuseeland und Norwegen und erreichte Platz 11 in den US-Charts. In Deutschland gelangte das Lied auf Platz acht.
Weltweit wurden über eine Million Singles verkauft, das Lied wurde mit einer Goldenen Schallplatte ausgezeichnet. The Tremeloes veröffentlichten auch eine italienische Version unter dem Titel E in Silenzio.